# Али (Кантал)
Али (фр. Ally) насеље је и општина у централној Француској у региону Оверња, у департману Кантал која припада префектури Морјак.
По подацима из 2011. године у општини је живело 650 становника, а густина насељености је износила 28,13 становника/km². Општина се простире на површини од 23,11 km². Налази се на средњој надморској висини од 720 метара (максималној 810 m, а минималној 471 m).

## Демографија
| 1962. | 1968. | 1975. | 1982. | 1990. | 1999. | 2011. |
| ----- | ----- | ----- | ----- | ----- | ----- | ----- |
| 897   | 997   | 916   | 781   | 698   | 700   | 650   |

График промене броја становника у току последњих година